# Aartsbisdom München en Freising
Het aartsbisdom München en Freising (Duits: Erzbistum München und Freising; Latijn: Archidioecesis Monacensis et Frisingensis) is een rooms-katholiek aartsbisdom dat ligt in de Duitse deelstaat Beieren.

## Geschiedenis
Het bisdom werd de eerste maal rond 793 genoemd, toen het bisdom Freising door Corbinianus werd gesticht. Met het einde van het Heilige Roomse Rijk verdween in 1803 ook het prinsbisdom Freising. In 1817 werd de bisschopszetel van Freising verlegd naar München en een deel van het opgeheven bisdom Chiemsee werd toegevoegd. Het bisdom werd verheven tot aartsbisdom. 
Sindsdien zetelt de bisschop in München met de plaatselijke Onze-Lieve-Vrouwekerk als cathedra. De Dom van Freising is daardoor tot co-kathedraal geworden. 
Een advocatenkantoor werd aangesteld door het aartsbisdom om een onafhankelijk rapport te maken over seksueel misbruik binnen het aartsbisdom. Uit dit rapport van begin 2022 blijkt dat tussen 1945 en 2019 497 gevallen van seksueel misbruik door 235 verschillende daders zijn vastgesteld. Verder zouden de toenmalige aartsbisschoppen Reinhard Marx en Joseph Ratzinger onvoldoende actie hebben ondernomen.

## Bisschoppen
- Lijst van aartsbisschoppen van München-Freising (incl. bisschoppen van Freising)
- Benedictus XVI

## Patroon
De patroon van het bisdom is de stichter van het bisdom Freising, de heilige Corbinianus. Hij wordt jaarlijks herdacht tijdens de Corbinianusbedevaart.

## Kerkprovincie
De aartsbisschop van München-Freising is metropoliet van de kerkprovincie, die drie suffragaanbisdommen telt:
- Augsburg (voor 1803 kerkprovincie Mainz)
- Passau (voor 1803 kerkprovincie Salzburg)
- Regensburg (voor 1803 kerkprovincie Salzburg)